# Phenacolimax atlantica
Phenacolimax atlantica é uma espécie de gastrópode  da família Vitrinidae.
É endémica de Portugal.